# Wannes Raps (band)
Wannes Raps is een Vlaamse volksmuziekgroep/folkband, genoemd naar de roman van de Vlaamse auteur Ernest Claes uit 1926 en de hoofdfiguur uit die roman. 

## Geschiedenis
Tijdens de Gentse Feesten van 1973 traden zij voor het eerst op met een traditioneel Vlaams repertoire. De groep bestond uit:
- Jan Andriessen: fluiten, trom en zang,
- Cees Simons: accordeon en zang,
- Aagje Feldbrugge: viool, diatonische accordeon, draailier, mandoline en zang,
- Aaike Jordans: gitaar, mandoline, banjo, bouzouki, doedelzak, klarinet en zang.

Een eerste lp Brabantse Folk verscheen bij Munich Records. In de jaren zeventig was de groep vooral populair in Brabant en Vlaanderen. Het muzikale aspect van de volksliedjes en het dansmateriaal was voor hen het belangrijkst.
Na het vertrek van Jan Andriessen werd akoestische folk meer en meer verlaten voor folkrock. Een tweede lp Houvast bij Crossroads Records weerspiegelde hun nieuwe stijl.
In de jaren tachtig ebde in Nederland en Vlaanderen de belangstelling voor traditionele volksmuziek langzaam weg wat ook op de groep zijn weerslag had, in 1986 werd besloten tot een afscheidsconcert. 
De leden van Wannes Raps zijn (anno 2008) nog actief op muziekgebied:
- Cees Simons is een veelgevraagd accordeonist/keyboardspeler,
- Aagje Feldbrugge speelt in de folkgroep Triskell,
- Cees de Jonge speelt in de blues-rockband "The Willies",
- Ad Lijnse organiseert concerten voor het kleinkunsttheater "Razzmatazz",
- Aaike Jordans is als gitaarleraar verbonden aan de Zeeuwse Muziekschool en publiceerde naast een succesvolle gitaarmethode een groot aantal composities en arrangementen voor de klassieke gitaar.